# Svaningssjön
Svaningssjön är en sjö i Strömsunds kommun i Jämtland och ingår i Ångermanälvens huvudavrinningsområde. Sjön är 25,6 meter djup, har en yta på 20,6 kvadratkilometer och befinner sig 286,1 meter över havet.

## Delavrinningsområde
Svaningssjön ingår i det delavrinningsområde (713226-146249) som SMHI kallar för Utloppet av Svaningssjön. Medelhöjden är 353 meter över havet och ytan är 72,76 kvadratkilometer. Räknas de 512 avrinningsområdena uppströms in blir den ackumulerade arean 4 590,59 kvadratkilometer. Faxälven som avvattnar avrinningsområdet har biflödesordning 2, vilket innebär att vattnet flödar genom totalt 2 vattendrag innan det når havet efter 245 kilometer. Avrinningsområdet består mestadels av skog (66 procent). Avrinningsområdet har 19,07 kvadratkilometer vattenytor vilket ger det en sjöprocent på 26,2 procent.